# Aloma of the South Seas
Aloma of the South Seas é um filme estadunidense de 1941, do gênero aventura, dirigido por Alfred Santell e estrelado por Dorothy Lamour e Jon Hall. Os destaques do filme são a erupção de um vulcão e as cenas debaixo de água, realçados pelo uso do Technicolor. Trata-se de refilmagem da produção de 1926, com direção de Maurice Tourneur, da qual aproveitou pouco mais que o título e a ambientação.
O filme recebeu duas indicações ao Oscar: Melhor Fotografia (Em Cores) e Melhores Efeitos Especiais.[carece de fontes?]

## Sinopse
Tanoa, herdeiro do trono de uma ilha dos Mares do Sul, não passa de uma criança quando se torna noivo de Aloma. Quando é enviado para os Estados Unidos para aprimorar sua educação, Aloma apaixona-se por seu amigo Revo. Quinze anos mais tarde, Tanoa volta para casa, esquecido da noiva, mas, ao fingir seguir as tradições locais, acaba realmente caindo de amores por Aloma—e é correspondido. Enciumado, Revo torna-se inimigo mortal dos dois amantes e comete vários crimes em sua ânsia de vingança. Um vulcão, que se torna ativo de súbito, é visto pelos nativos como manifestação da ira divina, porém ele terá papel importante como instrumento da Justiça.

## Elenco
| Ator/Atriz        | Personagem     |
| ----------------- | -------------- |
| Dorothy Lamour    | Aloma          |
| Jon Hall          | Tanoa          |
| Lynne Overman     | Corky          |
| Phillip Reed      | Revo           |
| Katherine DeMille | Kari           |
| Fritz Lieber      | Sumo sacerdote |
| Dona Drake        | Nea            |
| Esther Dale       | Tarusa         |
| Pedro de Córdoba  | Raaiti         |
| John Barclay      | Ikali          |

## Principais premiações
| Prêmio | Indicação                                        |
| ------ | ------------------------------------------------ |
| Oscar  | Fotografia (Em Cores) Melhores Efeitos Especiais |